# Hyde Park (Niagara Falls)
Pour les articles homonymes, voir Hyde Park.

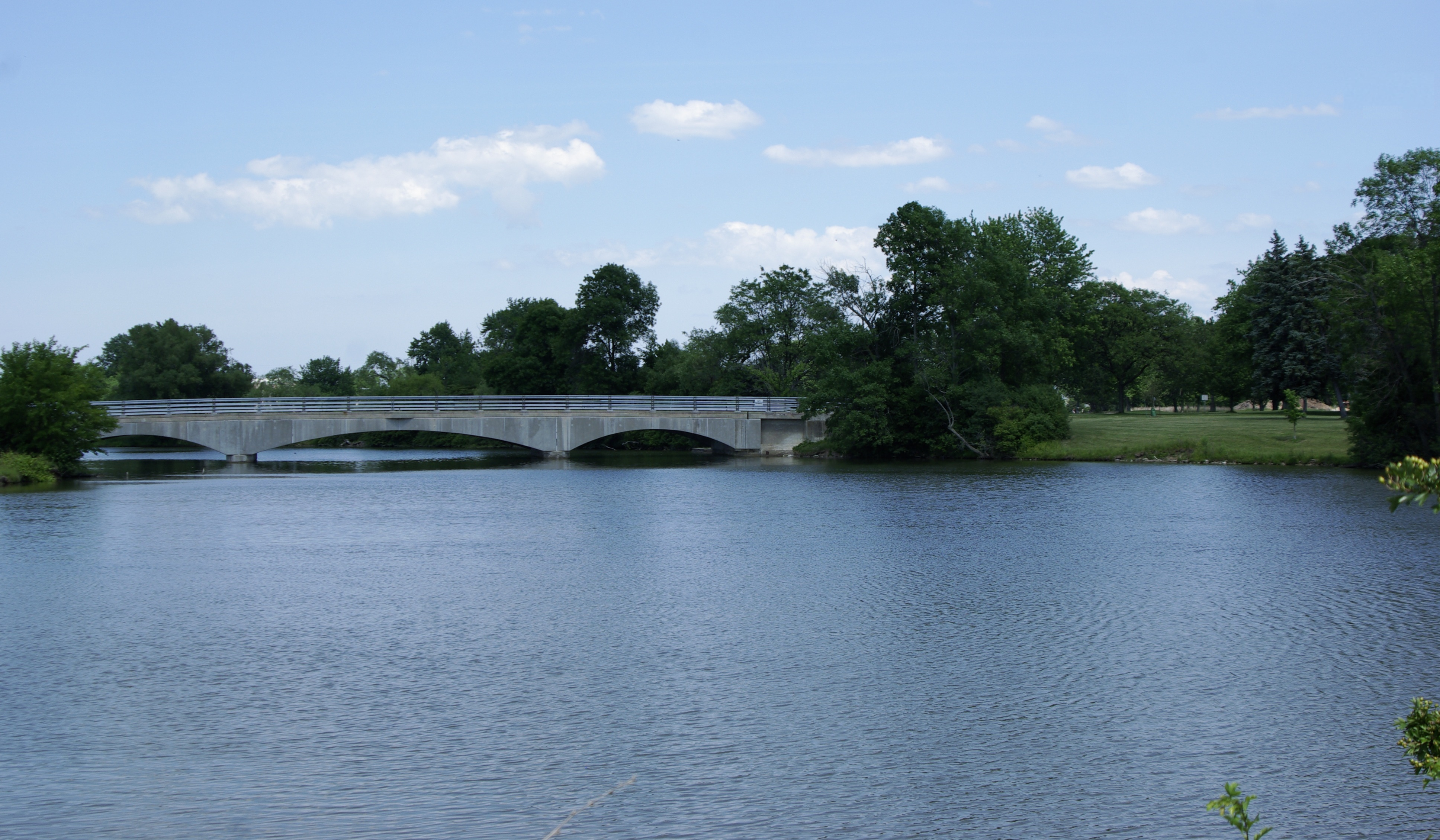
Le lac de Hyde Park.

Hyde Park est un parc municipal de la ville de Niagara Falls, dans l'État de New York, aux États-Unis. Avec une superficie de 580 acres, soit 235 hectares, il est le plus grand parc de Niagara Falls.
Le parc compte plusieurs équipements sportifs, dont un terrain de golf, et des terrains de boules, de boulingrin et de tennis ; il abrite également le Sal Maglie Stadium, stade de baseball d'une capacité de 4000 places, baptisé du nom du lanceur des ligues majeures et natif de Niagara Falls Sal Maglie. 